# Юрьев, Алексей Борисович
Юрьев Алексей Борисович (родился 17 мая 1965 года, Новокузнецк, Кемеровская область, РСФСР, Советский Союз) — советский и российский инженер-металлург, управляющий директор Евраз ЗСМК (2011—2019 гг.). Доктор технических наук, ректор СибГИУ (с 2020).

## Биография
Алексей Борисович Юрьев родился в Новокузнецке, в 1987 году окончил Сибирский металлургический институт по специальности инженера-металлурга.
В 1988 году начал работать на Западно-Сибирском металлургическом комбинате в городе Новокузнецке, работал мастером, заместителем начальника, а затем и начальником обжимного цеха. Главный инженер предприятия в 2000-2006 годах.
В 2003 году защитил кандидатскую диссертацию.
В 2006—2007 годах — главный инженер Нижнетагильского металлургического комбината, затем работал управляющим директором этого предприятия.
с 2008 по 2009 управляющий директор НКМК.
C 2009 по 2019 гг. — управляющий директор ЕВРАЗ ЗСМК. С 2010 года профессор кафедры «Обработка металлов давлением Евраз ЗСМК» Сибирского государственного индустриального университета.
В 2015 году защитил докторскую диссертацию.
Вошел в список 1000 Топ-менеджеров России согласно газете Коммерсант.
В Единый день голосования 9 сентября 2018 года избран депутатом Кемеровского областного совета народных депутатов по Центральному округу (выдвинут Единой Россией).
В июле 2019 года попал в список Forbes на 31 место с доходом в 488.68 млн руб..
С 18 мая 2020 года проректор по перспективному развитию СибГИУ.
С 6 августа исполняющий обязанности ректора Сибгиу. 23 декабря 2020 года избран ректором СибГИУ.
Является членом Совета директоров Кузнецкбизнесбанка.

## Научная деятельность
Кандидат технических наук (2003), диссертация «Механизмы формирования и эволюции градиентных структурно-фазовых состояний в низколегированных сталях».
Доктор технических наук (2007), диссертация «Формирование структуры и свойств железоуглеродистых сплавов при термомеханическом и плазменном упрочнении».
Входит в состав редакционной коллегии журнала «Известия высших учебных заведений. Чёрная металлургия».

### Сочинения
- Упрочнение строительной арматуры и прокатных валков / А. Б. Юрьев ; Западно-Сибирский металлургический комбинат , 2006
- Плазменное упрочнение высокоуглеродистых сплавов : физическая природа и технология : [монография] / О. Ю. Ефимов, А. Б. Юрьев, В. Е. Громов [и др.] ; Сиб. гос. индустр. ун-т , 2009
- Структурно-фазовые состояния и свойства упрочненных стального проката и чугунных валков : [монография] / В. Е. Громов, О. Ю. Ефимов, В. Б. Костерев, А. Б. Юрьев, В. Я. Чинокалов; Сиб. гос. индустр. ун-т , 2011
- Методы исследования микроструктуры и механических свойств металлов и сплавов / Л. М. Полторацкий, А. Б. Юрьев, О. Д. Сидорова, В. Е. Громов ; Сиб. гос. индустр. ун-т , 2013
- Особенности англоязычной терминологии в научно-технической литературе (металловедение и термообработка, физическое материаловедение, физика) : учебное пособие / А. Б. Юрьев, В. Е. Громов, Ю. А. Рубанникова, А. В. Громова ; Сиб. гос. индустр. ун-т , 2018
- Нанотехнологии : краткий словарь терминов / Сиб. гос. индустр. ун-т; сост.: К. В. Аксенова, А. Б. Юрьев, В. Е. Громов , 2018

## Санкции
6 марта 2022 года после вторжения России на Украину подписал письмо в поддержу российской агрессии. С 9 июня 2022 года находится под персональными санкциями Украины за поддержку войны. Также был внесён ФБК в список коррупционеров и разжигателей войны за поддержку нападения на Украину, 16 марта 2022 года форумом свободной России внесён в «Список Путина» и доклад «поджигателей войны» с предложением введения против него международных санкций.

## Награды
- 2004 год — Почётный металлург Российской Федерации.
- 2007 год — Премия Правительства Российской Федерации в области науки и техники[10]
- 2013 год — Премия имени И. П. Бардина (за работу «Разработка и внедрение ресурсосберегающих технологий упрочнения проката и прокатных валков, обеспечивающих получение высокого уровня прочности и эксплуатационной стойкости»[11])
- Награждён медалями.